# Ištvan Nemet
Ištvan Nemet (mađ. Németh István; Mali Iđoš, 18. avgust 1930 — Novi Sad 30. septembar 2019) bio je mađarski novinar i književnik koji je živeo i stvarao u Srbiji.

## Biografija
Prvi je sin oca Janoša Nemeta i majke Juliane Kiš. Između 1943-44. godine je učio u gimnaziji u Vrbasu. Između 1944-46. godine je učio u gimnaziji u Malom Iđosu i u Bačkoj Topoli.
Učesnik je narodnooslobodilačkog rata.
Između 1946-49. godine skoro je završio Građevinski fakultet u Subotici. Između 1954-55. godine je radio u Malom Iđošu kao oficir. Od 1955. godine deset godina je radio kod Ifjúság Szava (na sr. Реč Mladosti). Između 1965-89. godine je radio kao reporter kod Mađar So. U penziji je od 1989. godine.

## Privatan život
1955. godine se venčao sa Iboljom Tot u Malom Iđošu. Rođena su dva sina: Zoltan (1956) i Gabor (1963). Od Zoltana unuci: Katalin (1983), Atila (1985-2006) i Andrea. Od Gabora ima jednog unuka Stefana Nemeta (2000).

## Dela
- Parasztkirályság (novele 1954)
- Egy ember ül az udvaron (1959)
- Lepkelánc (1961, 1965, 1976)
- Hűtlen este (1964)
- Sebestyén (1972)
- Zsebtükör (riportok, 1973)
- Ki látta azt a kisfiút? (dečje novele, 1973)
- Vadalma (1976, 1984)
- Szomszédok vagyunk (riport, 1976)
- Hajnali utazás (1978, 1979)
- Egy múzeum tárgyai (riportok, 1979)
- Kertmozi (jegyzetek, 1980)
- Szeptemberi emlék (izabrane novele, 1981)
- Vörösbegy (dečje novele, 1983)
- Arcok zsebtükörben (riport, 1984)
- Hegyomlás (priče, 1985)
- Díszudvar (1989)
- Mogyorófavirág (izabrane novele, 1990)
- Kánaáni történetek (autobiografije, ispovesti, 1994)
- Jegykendő. Vasárnapi írások 1984-1994 (riporter, 1995)
- Házioltár (porodična kronika, 1996)
- Bühüm meg a Lotyogi (današnje priče, 1996)
- Ünnep Raguzában (riporter, 1998)
- Ima Tündérlakért (novela, 2000)
- Lélekvesztőn. Följegyzések az ezredvégről (2002)
- Hegyalja utca. 150 apró-cseprő + 1 avagy Egy önmagát vallató peremvidéki naplója; Forum, Novi sad, 2004
- Avar lelet. Válogatás Németh István munkáiból 75. születésnapjára; Gulipán Info Kft., Segedin, 2005
- Kékkő lovaknak. Tündérlaki képek; Forum, Novi Sad, 2007
- Akik az időket szolgálták. Véges-végig a Krivaja völgyében; Forum, Novi Sad, 2008
- Sebestyén. Regény; Forum Könyvkiadó, Újvidék, 2010
- Felhőnézők. Válogatott gyermeknovellák; Forum, Novi Sad, 2012
- Fordulat után; Forum, Újvidék, 2013
- Jusztika. Válogatott novellák; vál. Mák Ferenc; Forum, Novi Sad, 2017

## Spoljašnje veze
- Ki Kicsoda
- Napkút Kiadó Архивирано на веб-сајту  (22. август 2017)